# Mamakan
Pour l’article homonyme, voir Mamakan (commune urbaine).
Le Mamakan (en russe : Мамакан) est une rivière de Russie qui coule dans l'oblast d'Irkoutsk en Sibérie orientale. C'est un affluent du Vitim en rive gauche, donc un sous-affluent de la Léna.

## Géographie
Le Mamakan a une longueur de 209 kilomètres. Son bassin versant a une superficie de 9 460 km2 (surface de taille équivalente au département français de la Gironde). Son débit moyen à l'embouchure est de 180 m3/s. 
Le Mamakan est une abondante rivière de montagne. Il prend naissance sur le flanc nord du massif montagneux Severomouisk (altitude maximale de 2500 m) qui fait partie du système des monts Stanovoï. Peu après sa naissance, la rivière prend la direction du nord et traverse les monts Stanovoï. Elle finit par confluer avec le Vitim, au niveau de la localité de Mamakan, à une altitude de 232 mètres.
Comme la plupart des rivières de montagne du bassin de la Léna, le bassin versant du Mamakan repose totalement sur un épais manteau de sol gelé en permanence ou pergélisol.
Le Mamakan gèle dès le mois d'octobre. Le dégel a lieu en mai.

## Affluents
- La Telmama (rive droite)

## Hydrométrie - Les débits mensuels à Telmama
Le débit du Mamakan a été observé pendant 28 ans (période 1962-1989) à Telmama, petite localité de l'oblast d'Irkoutsk située sur la partie inférieure du cours de la rivière, à 29 kilomètres en amont de son confluent avec le Vitim et à 284 mètres d'altitude.  
À Telmama, le débit annuel moyen ou module observé sur cette période a été de 172 m3/s pour une surface drainée de 9 120 km2, soit la presque totalité du bassin versant qui compte 9 460 km2.
La lame d'eau écoulée dans le bassin versant de la rivière atteint ainsi le chiffre de 596 millimètres par an, ce qui doit être considéré comme très élevé, plus que la moyenne des affluents du Vitim pourtant généralement très abondants.
Le Mamakan présente deux saisons. 
Les hautes eaux se déroulent au printemps et en été, de mai à septembre, avec un pic important 
en juin correspondant au dégel. Au mois de juillet, le débit de la rivière baisse, puis se stabilise à un niveau assez élevé tout au long de l'été et du début de l'automne. En octobre puis en novembre, le débit s'effondre, ce qui initie la saison des basses eaux qui a lieu de novembre à avril inclus. Durant ces six mois de saison hivernale cependant, la rivière conserve un débit assez consistant.
Le débit moyen mensuel observé en mars (minimum d'étiage) atteint 17,8 m3/s, soit près de 3 % du débit moyen du mois de juin, maximum de l'année (moyenne mensuelle de 632 m3/s), ce qui témoigne de l'amplitude importante des variations saisonnières, comme c'est généralement le cas en Sibérie.
Sur la période d'observation de 28 ans, le débit mensuel minimal a été de 9,16 m3/s en avril 1966, tandis que le débit mensuel maximal s'est élevé à 928 m3/s en juin 1982.
En ne considérant que la période estivale, libre de glaces (de juin à septembre inclus), le débit mensuel minimal observé a été de 128 m3/s en août 1985, ce qui restait plus que confortable.

## Barrage
Un grand barrage a été construit entre 1957 et 1962 sur le cours inférieur de la rivière : le Mamakanskaia GuES (ru). Situé à 10 kilomètres de la ville de Mamakan et à moins de 30 kilomètres de la ville de Bodaïbo, il fournit de l'électricité bon marché à celles-ci, ainsi qu'aux divers établissement industriels de la région, notamment de l'industrie minière (mines d'or du bassin de la rivière Bodaïbo).
La puissance de la centrale hydroélectrique est de 86 000 kilowatts. Elle produit annuellement quelque 350 millions de kilowattheures.